# Cusset
Cusset (okzitanisch Cucet) ist eine französische Stadt mit 13.329 Einwohnern (Stand 1. Januar 2022) im Département Allier in der Region Auvergne-Rhône-Alpes. Sie gehört zum Arrondissement Vichy und zum Gemeindeverband Vichy Communauté.

## Lage
Die Stadt Cusset liegt am Fluss Sichon und schließt nahtlos an den östlichen Stadtrand von Vichy an. Das fast 32 km² große Gemeindegebiet umfasst einen Abschnitt der nördlichen Ausläufer des Zentralmassivs. Der aus Richtung Osten kommende Fluss Jolan mündet in Cusset in den Sichon.

## Bevölkerungsentwicklung
| Jahr                       | 1962   | 1968   | 1975   | 1982   | 1990   | 1999   | 2006   | 2016   | 2022   |
| Einwohner                  | 11.468 | 13.117 | 13.685 | 14.355 | 13.567 | 13.385 | 13.414 | 12.757 | 13.329 |
| Quellen: Cassini und INSEE |        |        |        |        |        |        |        |        |        |

## Sehenswürdigkeiten
- Kirche Saint-Saturnin
- Kapelle Notre-Dame-de-Fatima
- Stadttheater
- Ehemalige Pilgerherberge (Hôtel-Dieu)
- Wasserturm

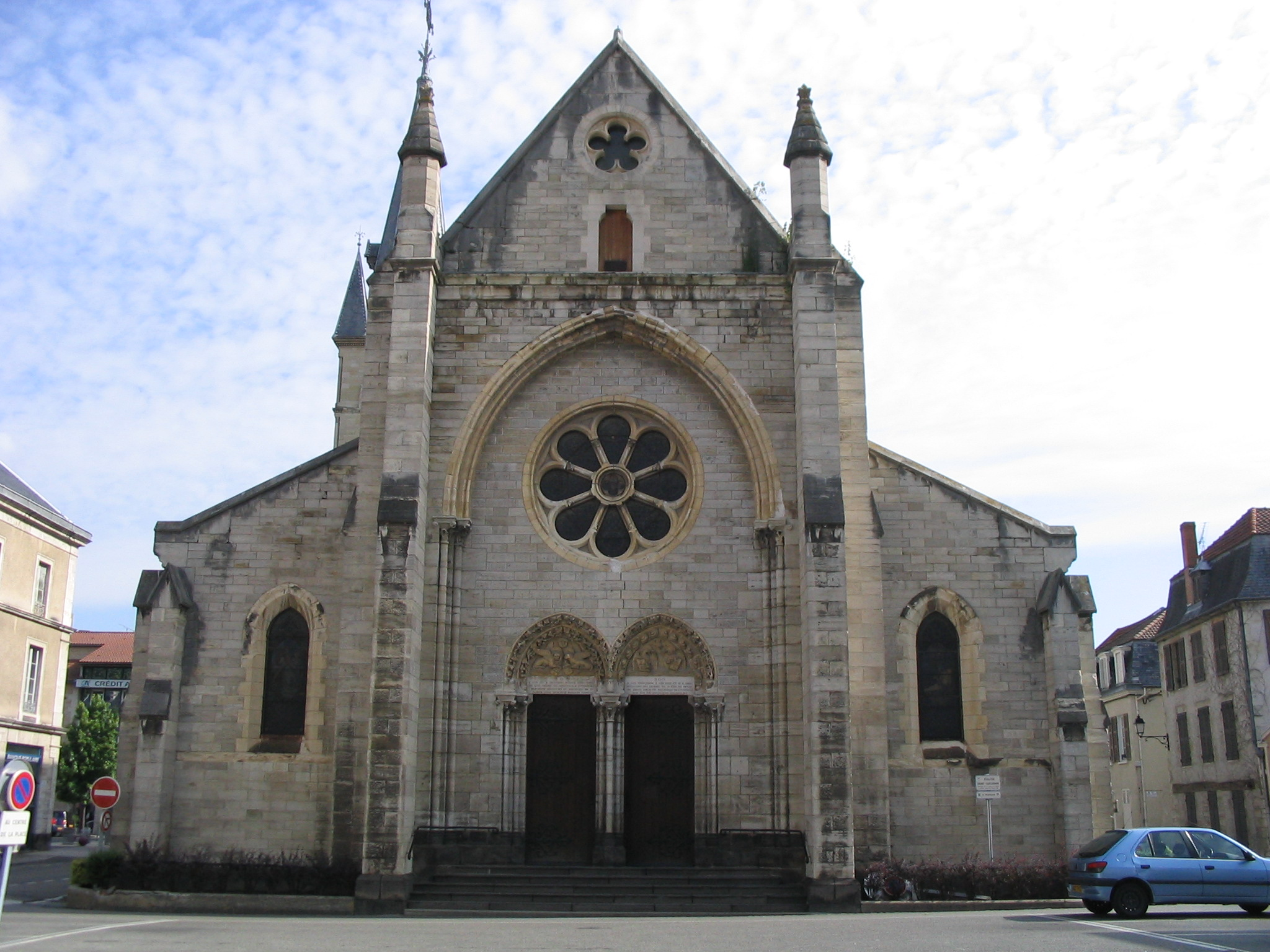
Kirche Saint-Saturnin
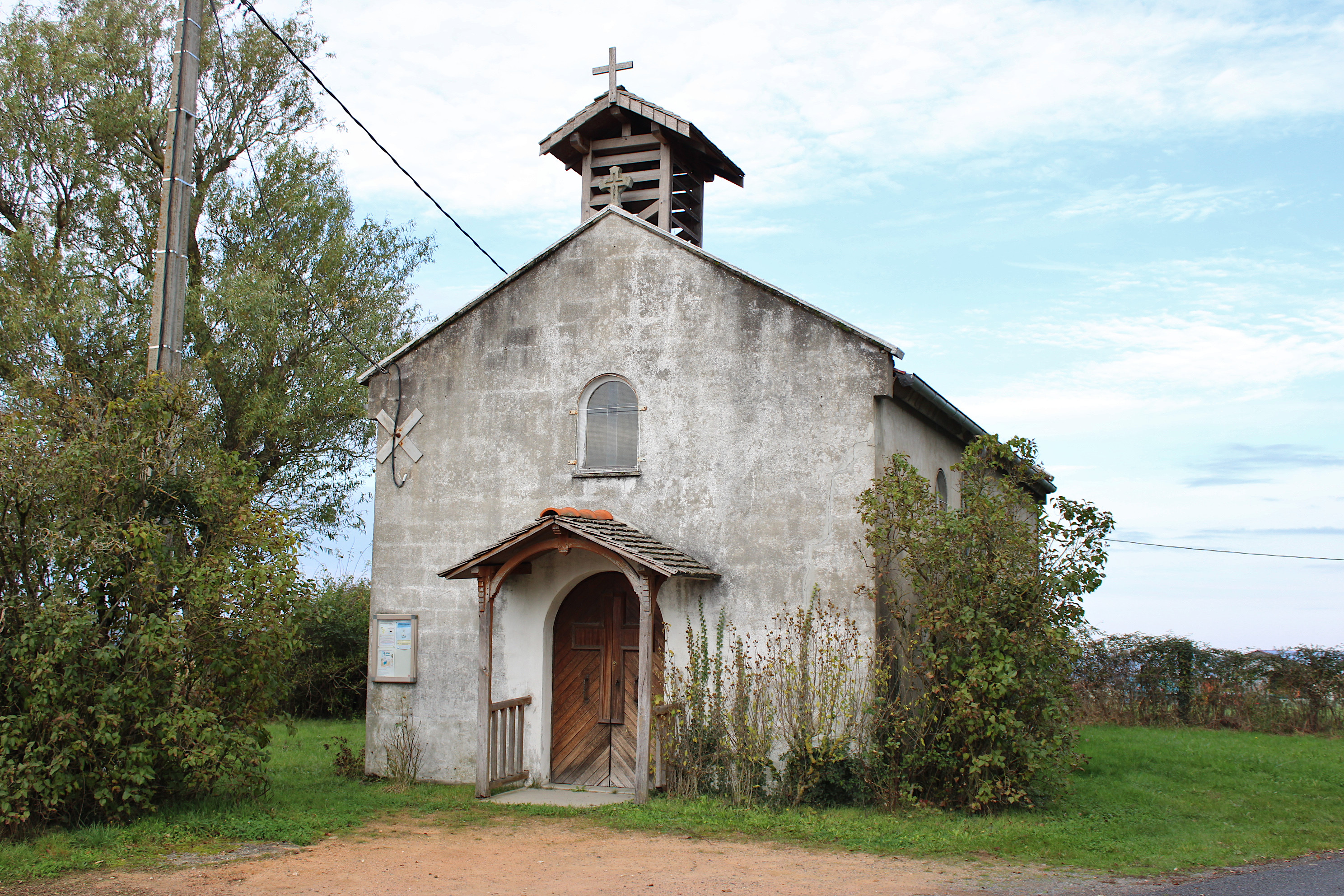
Kapelle Notre-Dame-de-Fatima
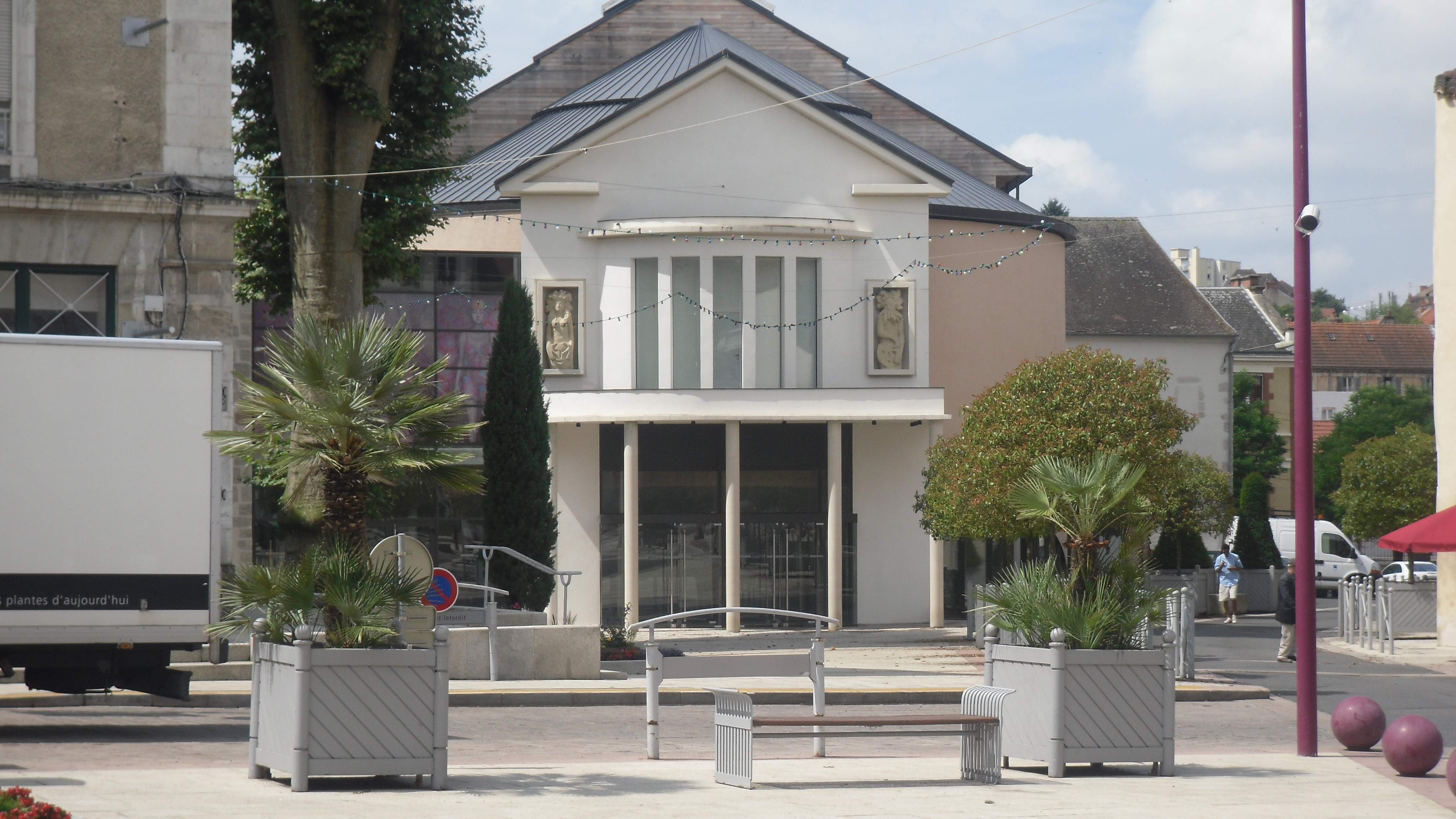
Theater
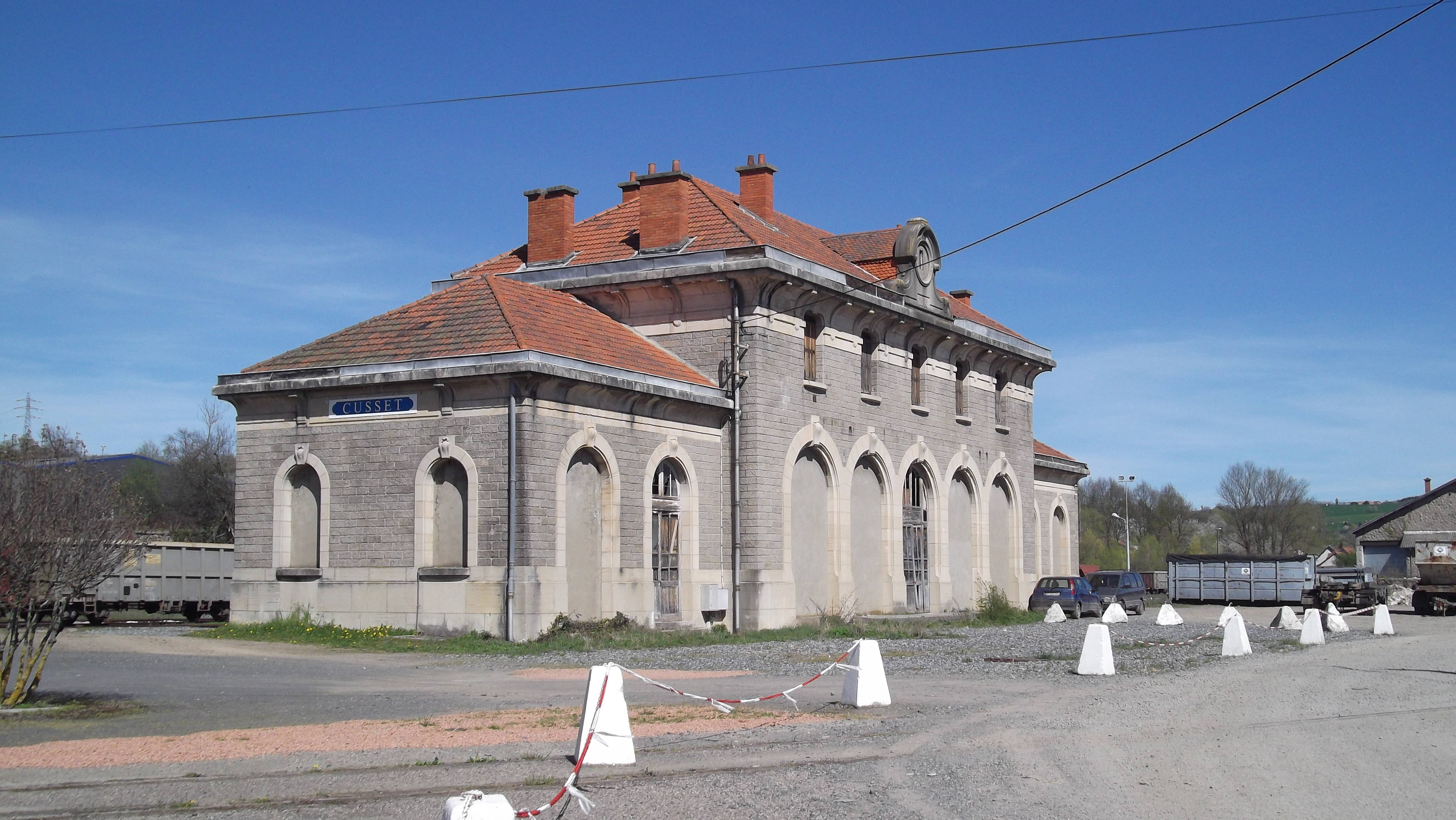
Ehemaliger Bahnhof
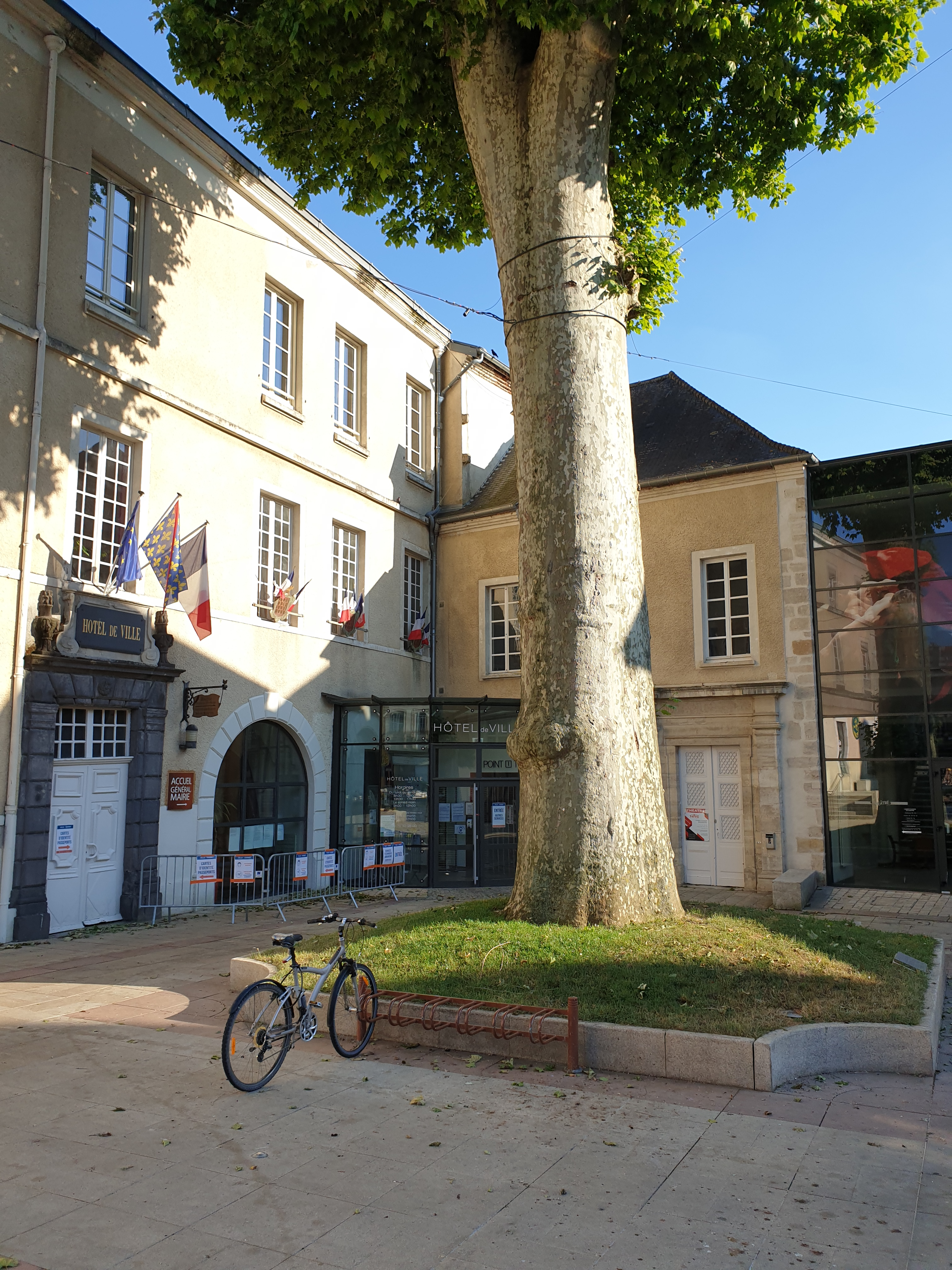
Rathaus (Hôtel de ville)
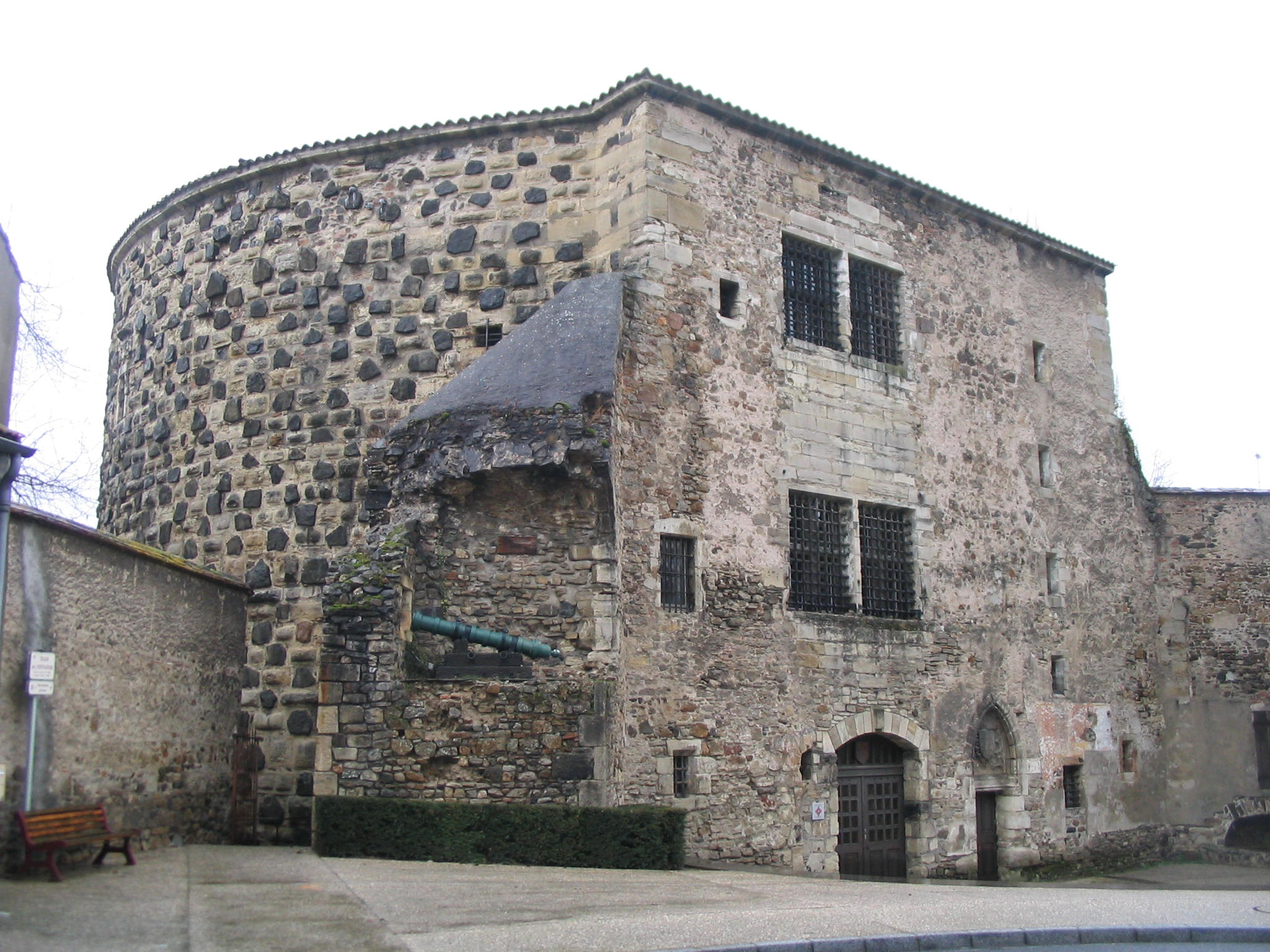
Alter Gefängnisturm
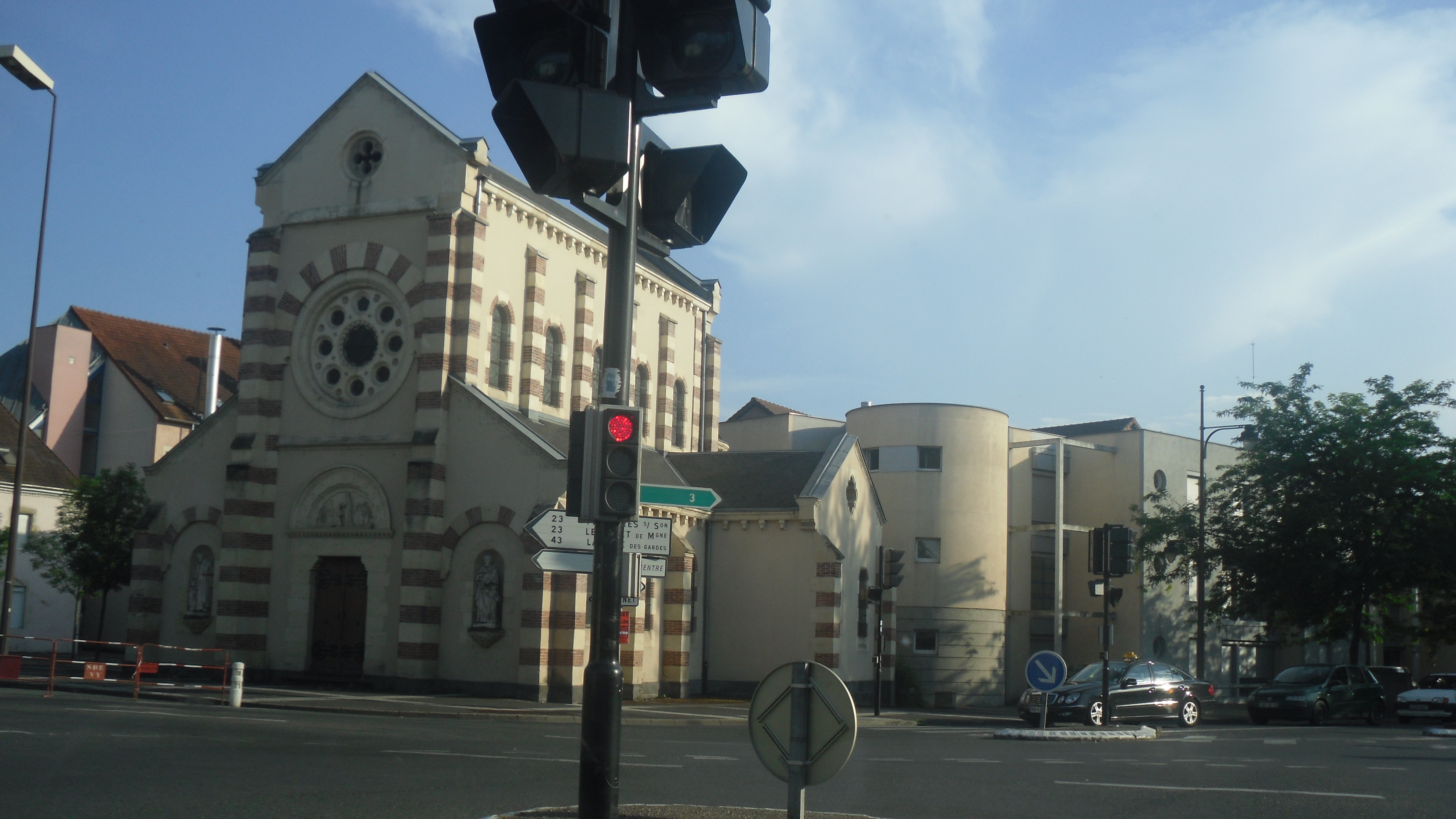
Hôtel-Dieu
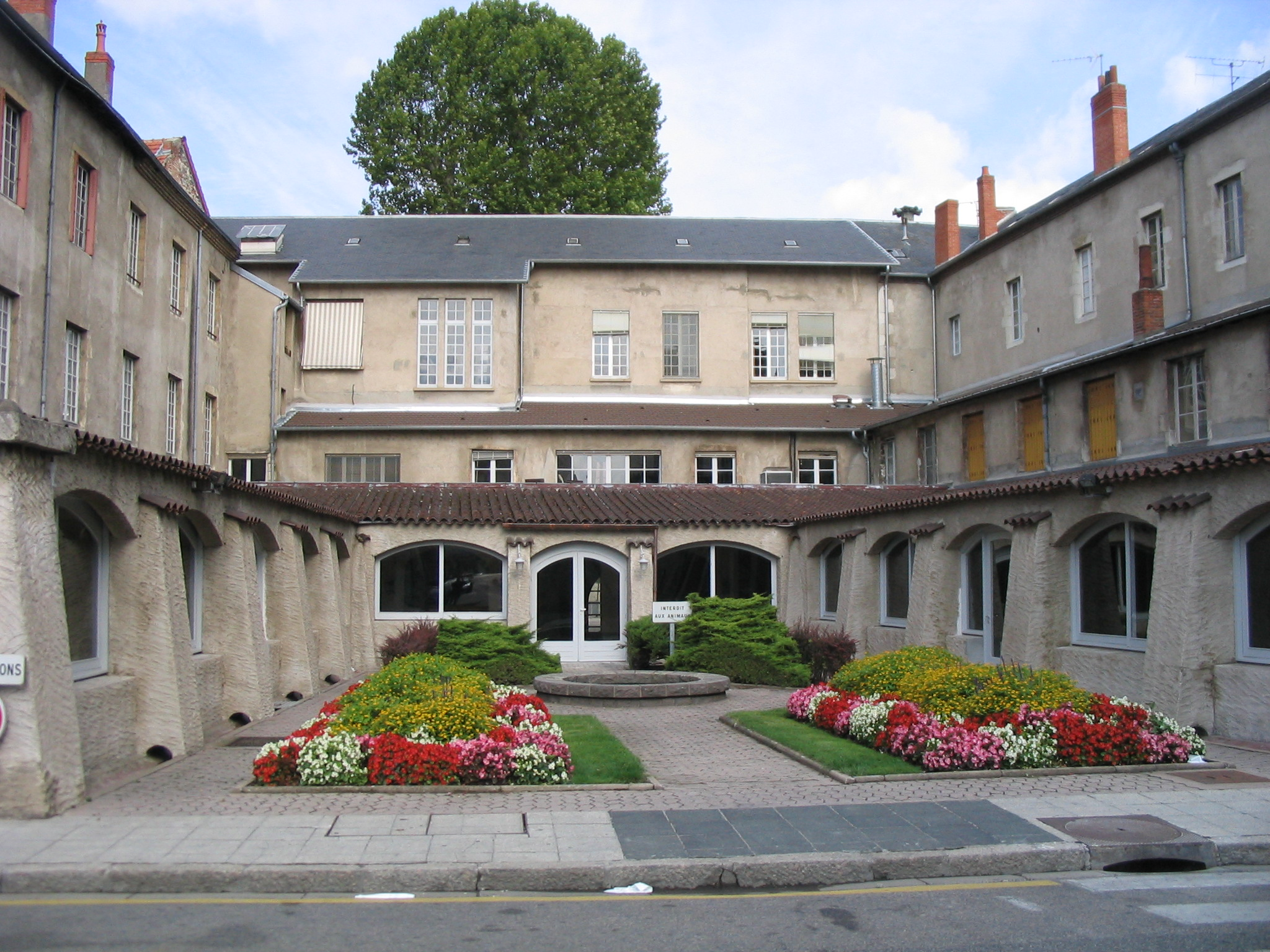
Kreuzgang des ehemaligen Klosters

## Persönlichkeiten
- Saturnin Arloing (1846–1911), Tierarzt und Infektiologe
- Victor André Cornil (1837–1908), Pathologe und Histologe

## Städtepartnerschaften
Cusset unterhält Partnerschaften zu den Städten Neusäß in Bayern (seit 2000) und Aiud in Rumänien.